# 사로지니 나이두

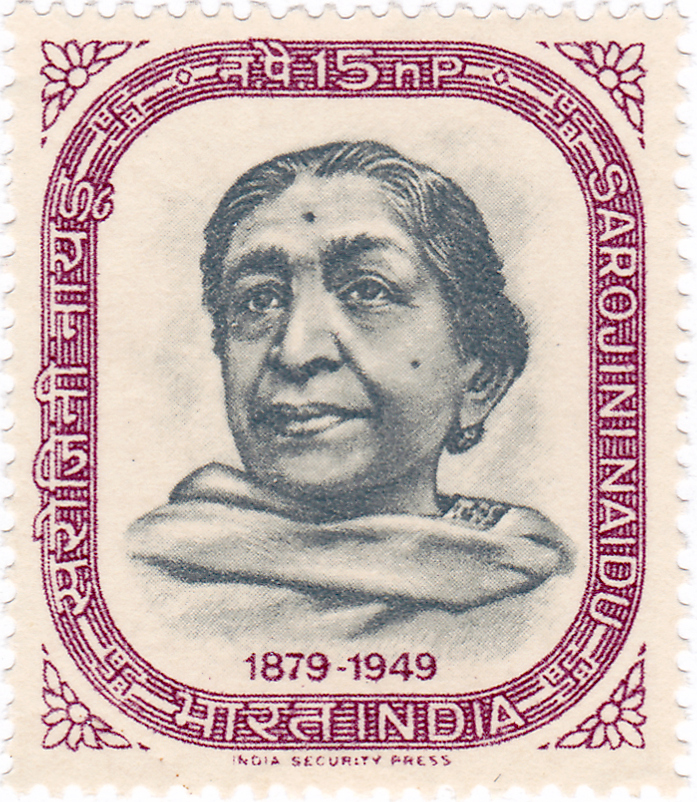

사로지니 나이두(Sarojini Naidu, 1879년 2월 13일 ~ 1949년 3월 2일)는 인도의 정치활동가이자 시인이다. 시민권, 여성해방, 반제국주의 개념을 옹호했으며 인도 독립운동의 중요 인물이다.
하이데라바드에서 벵골인 가정에서 태어나 첸나이, 런던, 케임브리지에서 교육을 받았다.
마하트마 간디를 추종했다. 1949년 3월 2일 심정지로 사망했다.

## 같이 보기
- 인도 문학